# Эксцентриситет

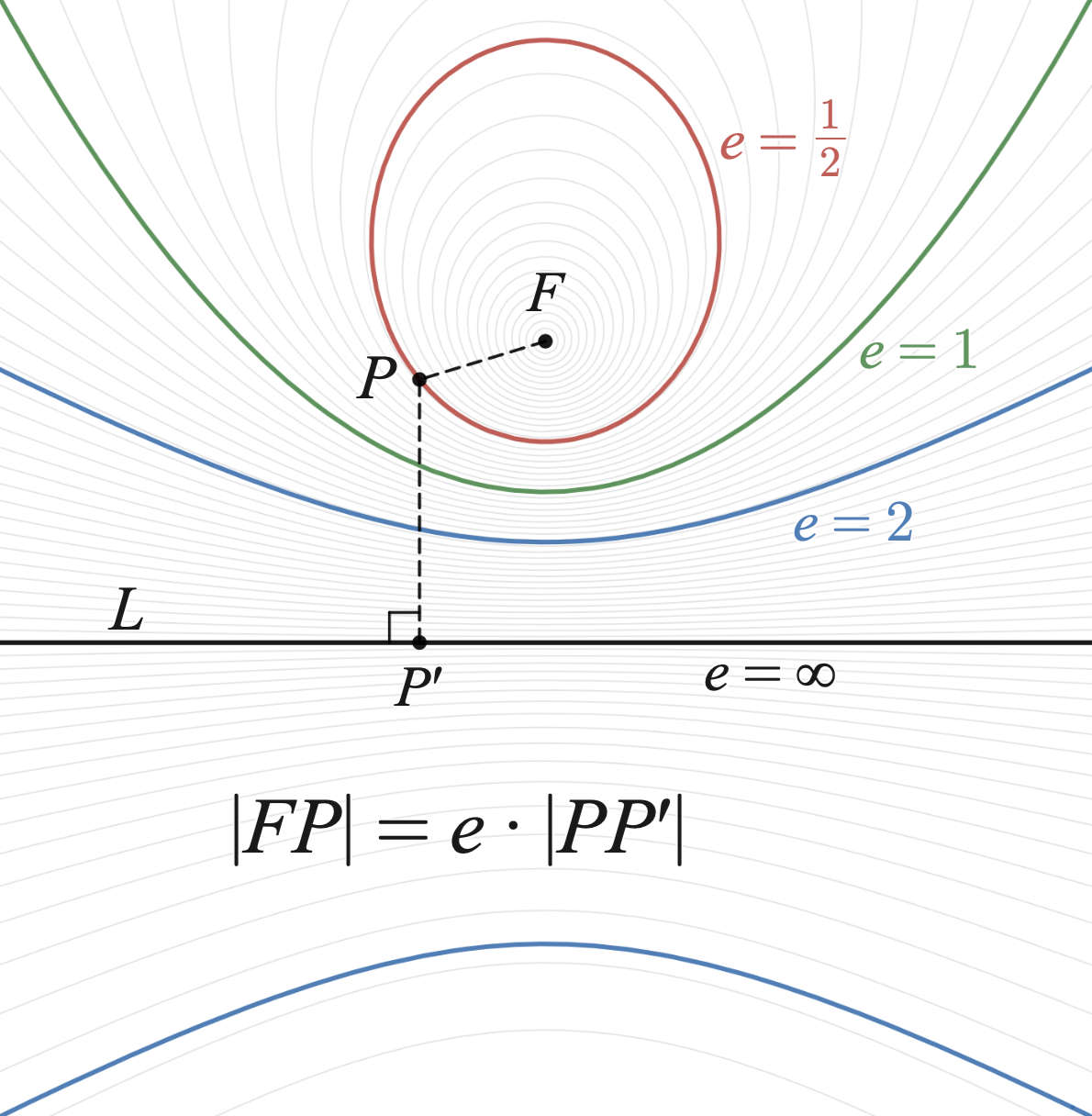
Эллипс (e=½), парабола (e=1) и гипербола (e=2) с фиксированными фокусом и директрисой:

Эксцентрисите́т — числовая характеристика конического сечения, показывающая степень его отклонения от окружности.
Обычно обозначается {\displaystyle e} или {\displaystyle \varepsilon }.
Эксцентриситет инвариантен относительно движений плоскости и преобразований подобия.

## Определение
Все невырожденные конические сечения, кроме окружности, можно описать следующим способом: выберем на плоскости точку {\displaystyle F} и прямую {\displaystyle L} и зададим вещественное число {\displaystyle e>0}; тогда геометрическое место точек {\displaystyle P}, для которых отношение расстояний до точки {\displaystyle F} и до прямой {\displaystyle L} равно {\displaystyle e}, является коническим сечением; то есть, если {\displaystyle P'} есть проекция {\displaystyle P} на {\displaystyle L}, то
{\displaystyle FP=e\cdot PP'}.
Это число {\displaystyle e} называется эксцентриситетом конического сечения. Эксцентриситет окружности по определению равен 0.

### Связанные определения
- Точка {\displaystyle F} называется фокусом конического сечения.

- Прямая {\displaystyle L} называется директрисой.

### Коническое сечение вполярных координатах
Коническое сечение, один из фокусов которого находится в полюсе, задаётся в полярных координатах уравнением
{\displaystyle r={\frac {\ell }{1-e\cos \varphi }},}
где {\displaystyle e} — эксцентриситет, а {\displaystyle \ell } — другой постоянный параметр (так называемый фокальный параметр).
Легко показать, что это уравнение эквивалентно определению, данному выше.
В сущности, оно может быть использовано в качестве альтернативного определения эксцентриситета, быть может, менее фундаментального, но удобного с аналитической и прикладной точек зрения; в частности, из него хорошо видна роль эксцентриситета в классификации конических сечений и определённым образом дополнительно проясняется
его геометрический смысл.

## Свойства

Эллипсы и гиперболы всех возможных эксцентриситетов (e) от нуля до бесконечности, составляющие одну поверхность третьего порядка (являясь её горизонтальными сечениями). Её верхняя часть («гиперболическая») «связана» с нижней частью («эллиптической») параболой с уравнением, получающейся при сечении плоскостью y=0

- В зависимости от эксцентриситета, получится:
  - при {\displaystyle e>1} — гипербола. Чем больше эксцентриситет гиперболы, тем больше две её ветви похожи на параллельные прямые линии;
  - при {\displaystyle e=1} — парабола;
  - при {\displaystyle 0\leq e<1} — эллипс;
  - для окружности полагают {\displaystyle e=0}.

- Эксцентриситет эллипса и гиперболы равен отношению расстояния от фокуса до центра к большой полуоси. Это свойство иногда принимают за определение эксцентриситета. В прежние времена (например, в 1787 году[1]) на большую полуось не делили — эксцентриситетом эллипса называли расстояние от фокуса до центра[2].
- Эксцентриситет эллипса может быть также выражен через отношение малой ({\displaystyle b}) и большой ({\displaystyle a}) полуосей:

{\displaystyle e={\sqrt {1-{\frac {b^{2}}{a^{2}}}}}}.
- Эксцентриситет гиперболы может быть выражен через отношение мнимой ({\displaystyle b}) и действительной ({\displaystyle a}) полуосей:

{\displaystyle e={\sqrt {1+{\frac {b^{2}}{a^{2}}}}}}.
- Эксцентриситет равносторонней гиперболы, являющейся графиком обратной пропорциональности и задаваемой уравнением {\displaystyle f(x)={k \over x},x\neq 0,k\neq 0}, равен {\displaystyle {\sqrt {2}}}.

- Для эллипса также может быть выражен через отношение радиусов пери- ({\displaystyle r_{\mathrm {per} }}) и апоцентров ({\displaystyle r_{\mathrm {ap} }}):

{\displaystyle e={\frac {r_{\mathrm {ap} }-r_{\mathrm {per} }}{r_{\mathrm {ap} }+r_{\mathrm {per} }}}=1-{\frac {2}{{\frac {r_{\mathrm {ap} }}{r_{\mathrm {per} }}}+1}}}.